# Isadelphina retracta
Isadelphina retracta là một loài bướm đêm trong họ Noctuidae.